# European Challenge Cup 2012-2013
La European Challenge Cup 2012-13 (in inglese 2012-13 European Challenge Cup; in francese Challenge européen 2012-13), per motivi di sponsorizzazione nota anche come Amlin Challenge Cup 2012-13, fu la 17ª edizione della European Challenge Cup, competizione per club di rugby a 15 organizzata da European Rugby Cup come torneo cadetto della Heineken Cup.
Si tenne dall’11 ottobre 2012 al 17 maggio 2013 tra 20 squadre provenienti da 6 federazioni (Francia, Galles, Inghilterra, Italia, Romania e Spagna).
Al pari delle tre edizioni precedenti, accolse a partire dai quarti di finale le migliori tre squadre non qualificate alle fasi a eliminazione diretta di Heineken Cup: per la seconda volta consecutiva, e per la terza sulle quattro edizioni fino ad allora disputate con la nuova formula, la vittoria finale arrise proprio a una delle compagini provenienti dalla competizione di rango superiore: ad aggiudicarsi il torneo fu infatti il Leinster, primo club irlandese a iscrivere il proprio nome nel palmarès della Challenge Cup, che in finale batté i francesi dello Stade français per 34 a 13.
Benché la vittoria in Challenge Cup garantisse la qualificazione alla Heineken Cup della stagione successiva, il risultato fu ininfluente per Leinster, in quanto qualificata a tale manifestazione per via della sua vittoria finale nel Pro12 2012-13.

## Formula
La formula fu quella introdotta nel 2009-10 da European Rugby Cup: le 20 squadre furono suddivise in 5 gironi all'italiana da 4 squadre ciascuno con gare di andata e ritorno; furono promosse ai quarti di finale solo le cinque squadre vincitrici di girone, cui si affiancarono le tre migliori non qualificate ai quarti della Heineken Cup 2012-13.
Alle prime quattro vincitrici di girone della Challenge Cup fu assegnato un seeding da 1 a 4, determinato in base al punteggio conseguito nel girone e, a seguire, le mete segnate e la differenza punti fatti/subiti; con lo stesso criterio di punteggio le tre squadre provenienti dalla Heineken Cup ricevettero il seeding da 5 a 7.
La quinta miglior vincitrice ricevette il seeding numero 8 e dovette affrontare la vincitrice con il seeding numero 1 nei quarti di finale.
Le squadre con il seeding da 1 a 4 disputarono la gara di quarti di finale sul campo interno; nelle semifinali la squadra di casa fu quella con il seeding più alto all'inizio della fase a eliminazione diretta.
La finale si tenne alla RDS Arena di Dublino, nella Repubblica d'Irlanda.

## Squadre partecipanti
| Girone 1 | Girone 2                                                                               | Girone 3                                                                                     | Girone 4                                                                        | Girone 5                                                                                            |
| --- | -------------------------------------------------------------------------------------- | -------------------------------------------------------------------------------------------- | ------------------------------------------------------------------------------- | --------------------------------------------------------------------------------------------------- |
| - Bordeaux Bègles (Francia) - Mont-de-Marsan (Francia) - Gloucester (Inghilterra) - London Irish (Inghilterra) | - Perpignano (Francia) - Worcester (Inghilterra) - Rovigo (Italia) - Guernica (Spagna) | - Bayonne (Francia) - Newport G.D. (Galles) - London Wasps (Inghilterra) - Mogliano (Italia) | - Agen (Francia) - Bath (Inghilterra) - Calvisano (Italia) - Bucarest (Romania) | - Grenoble (Francia) - Stade français (Francia) - London Welsh (Inghilterra) - I Cavalieri (Italia) |

## Fase a gironi

### Girone A
|            | Incontri girone 1                |       |
| ---------- | -------------------------------- | ----- |
| 11-10-2012 | Mont-de-Marsan — Gloucester      | 6-11  |
| 13-10-2012 | Bordeaux-Bègles — London Irish   | 16-43 |
| 18-10-2012 | Gloucester — Bordeaux-Bègles     | 25-13 |
| 20-10-2012 | London Irish — Mont-de-Marsan    | 69-26 |
| 6-12-2012  | Bordeaux-Bègles — Mont-de-Marsan | 13-20 |
| 8-12-2012  | London Irish — Gloucester        | 22-29 |
| 14-12-2012 | Mont-de-Marsan — Bordeaux-Bègles | 18-7  |
| 15-12-2012 | Gloucester — London Irish        | 47-3  |
| 10-1-2013  | Mont-de-Marsan — London Irish    | 14-20 |
| 11-1-2013  | Bordeaux-Bègles — Gloucester     | 26-31 |
| 19-1-2013  | Gloucester — Mont-de-Marsan      | 36-16 |
| 19-1-2013  | London Irish — Bordeaux-Bègles   | 17-7  |

#### Classifica
| Pos | Squadra         | G | V | N | P | PF  | PS  | P±  | BP | PT |
| --- | --------------- | - | - | - | - | --- | --- | --- | -- | -- |
| 1   | Gloucester      | 6 | 6 | 0 | 0 | 179 | 86  | 93  | 3  | 27 |
| 2   | London Irish    | 6 | 4 | 0 | 2 | 174 | 139 | 35  | 3  | 19 |
| 3   | Mont-de-Marsan  | 6 | 2 | 0 | 4 | 100 | 156 | −56 | 2  | 10 |
| 4   | Bordeaux Bègles | 6 | 0 | 0 | 6 | 82  | 154 | −72 | 2  | 2  |

### Girone B
|            | Incontri girone 2      |       |
| ---------- | ---------------------- | ----- |
| 13-10-2012 | Rovigo — Perpignano    | 12-79 |
| 13-10-2012 | Guernica — Worcester   | 5-85  |
| 20-10-2012 | Worcester — Rovigo     | 90-3  |
| 20-10-2012 | Perpignano — Guernica  | 90-12 |
| 6-12-2012  | Worcester — Perpignano | 22-21 |
| 8-12-2012  | Guernica — Rovigo      | 13-3  |
| 15-12-2012 | Rovigo — Guernica      | 10-16 |
| 15-12-2012 | Perpignano — Worcester | 13-6  |
| 12-1-2013  | Guernica — Perpignano  | 15-50 |
| 12-1-2013  | Rovigo — Worcester     | 17-80 |
| 17-1-2013  | Perpignano — Rovigo    | 40-22 |
| 19-1-2013  | Worcester — Guernica   | 71-19 |

#### Classifica
| Pos | Squadra    | G | V | N | P | PF  | PS  | P±   | BP | PT |
| --- | ---------- | - | - | - | - | --- | --- | ---- | -- | -- |
| 1   | Perpignano | 6 | 5 | 0 | 1 | 293 | 89  | 204  | 5  | 25 |
| 2   | Worcester  | 6 | 5 | 0 | 1 | 354 | 78  | 276  | 5  | 25 |
| 3   | Guernica   | 6 | 2 | 0 | 4 | 80  | 309 | −229 | 0  | 8  |
| 4   | Rovigo     | 6 | 0 | 0 | 6 | 67  | 318 | −251 | 1  | 1  |

### Girone C
|            | Incontri girone 3           |       |
| ---------- | --------------------------- | ----- |
| 12-10-2012 | Bayonne — Mogliano          | 71-7  |
| 13-10-2012 | London Wasps — Newport G.D. | 38-25 |
| 20-10-2012 | Newport G.D. — Bayonne      | 19-22 |
| 21-10-2012 | Mogliano — London Wasps     | 12-59 |
| 8-12-2012  | Mogliano — Newport G.D.     | 0-33  |
| 8-12-2012  | Bayonne — London Wasps      | 13-13 |
| 13-12-2012 | London Wasps — Bayonne      | 30-16 |
| 16-12-2012 | Newport G.D. — Mogliano     | 53-3  |
| 10-1-2013  | Bayonne — Newport G.D.      | 25-22 |
| 12-1-2013  | London Wasps — Mogliano     | 71-7  |
| 17-1-2013  | Newport G.D. — London Wasps | 19-20 |
| 19-1-2013  | Mogliano — Bayonne          | 0-54  |

#### Classifica
| Pos | Squadra      | G | V | N | P | PF  | PS  | P±   | BP | PT |
| --- | ------------ | - | - | - | - | --- | --- | ---- | -- | -- |
| 1   | London Wasps | 6 | 5 | 1 | 0 | 231 | 92  | 139  | 4  | 26 |
| 2   | Bayonne      | 6 | 4 | 1 | 1 | 201 | 91  | 110  | 2  | 20 |
| 3   | Newport G.D. | 6 | 2 | 0 | 4 | 171 | 108 | 63   | 5  | 13 |
| 4   | Mogliano     | 6 | 0 | 0 | 6 | 29  | 341 | −312 | 0  | 0  |

### Girone D
|            | Incontri girone 4    |       |
| ---------- | -------------------- | ----- |
| 13-10-2012 | Bucarest — Bath      | 17-40 |
| 13-10-2012 | Calvisano — Agen     | 31-36 |
| 18-10-2012 | Agen — Bath          | 22-27 |
| 20-10-2012 | Bucarest — Calvisano | 42-27 |
| 8-12-2012  | Bath — Calvisano     | 67-11 |
| 8-12-2012  | Bucarest — Agen      | 25-22 |
| 14-12-2012 | Agen — Bucarest      | 39-9  |
| 15-12-2012 | Calvisano — Bath     | 5-39  |
| 12-1-2013  | Bath — Agen          | 19-16 |
| 12-1-2013  | Calvisano — Bucarest | 34-20 |
| 18-1-2013  | Agen — Calvisano     | 19-9  |
| 19-1-2013  | Bath — Bucarest      | 53-8  |

#### Classifica
| Pos | Squadra   | G | V | N | P | PF  | PS  | P±   | BP | PT |
| --- | --------- | - | - | - | - | --- | --- | ---- | -- | -- |
| 1   | Bath      | 6 | 6 | 0 | 0 | 245 | 79  | 166  | 5  | 29 |
| 2   | Agen      | 6 | 3 | 0 | 3 | 154 | 120 | 34   | 5  | 17 |
| 3   | Bucarest  | 6 | 2 | 0 | 4 | 121 | 215 | −94  | 1  | 9  |
| 4   | Calvisano | 6 | 1 | 0 | 5 | 117 | 223 | −106 | 3  | 7  |

### Girone E
|            | Incontri girone 5             |       |
| ---------- | ----------------------------- | ----- |
| 12-10-2012 | Grenoble — I Cavalieri        | 59-3  |
| 13-10-2012 | London Welsh — Stade français | 19-68 |
| 20-10-2012 | I Cavalieri — London Welsh    | 31-32 |
| 20-10-2012 | Stade français — Grenoble     | 28-25 |
| 7-12-2012  | Grenoble — London Welsh       | 0-28  |
| 8-12-2012  | I Cavalieri — Stade français  | 23-37 |
| 13-12-2012 | Stade français — I Cavalieri  | 29-6  |
| 15-12-2012 | London Welsh — Grenoble       | 13-27 |
| 12-1-2013  | Grenoble — Stade français     | 15-9  |
| 12-1-2013  | London Welsh — I Cavalieri    | 62-5  |
| 19-1-2013  | I Cavalieri — Grenoble        | 0-47  |
| 19-1-2013  | Stade français — London Welsh | 39-17 |

#### Classifica
| Pos | Squadra        | G | V | N | P | PF  | PS  | P±   | BP | PT |
| --- | -------------- | - | - | - | - | --- | --- | ---- | -- | -- |
| 1   | Stade français | 6 | 5 | 0 | 1 | 210 | 105 | 105  | 5  | 25 |
| 2   | Grenoble       | 6 | 4 | 0 | 2 | 173 | 81  | 92   | 4  | 20 |
| 3   | London Welsh   | 6 | 3 | 0 | 3 | 171 | 170 | 1    | 2  | 14 |
| 4   | I Cavalieri    | 6 | 0 | 0 | 6 | 68  | 266 | −198 | 2  | 2  |

### Ordine di qualificazione
| Ordine                  | Squadra              | Pt                   | Mt                   | Diff                 |
| Vincitrici di girone    | Vincitrici di girone | Vincitrici di girone | Vincitrici di girone | Vincitrici di girone |
| ----------------------- | -------------------- | -------------------- | -------------------- | -------------------- |
| 1                       | Bath                 | 29                   | 36                   | +166                 |
| 2                       | Gloucester           | 27                   | 19                   | +93                  |
| 3                       | Perpignano           | 25                   | 42                   | +204                 |
| 4                       | Wasps                | 25                   | 30                   | +239                 |
| 8                       | Stade français       | 25                   | 25                   | +105                 |
| Seconde classificate HC |                      |                      |                      |                      |
| 5                       | Leinster             | 20                   | 12                   | +28                  |
| 6                       | Tolosa               | 19                   | 15                   | +48                  |
| 7                       | Biarritz             | 15                   | 14                   | +22                  |
| —                       |                      |                      |                      |                      |
| —                       |                      |                      |                      |                      |

## Fase a playoff
|  | Quarti di finale | Quarti di finale | Quarti di finale |          |            | Semifinali | Semifinali | Semifinali |  |  | Finale | Finale         | Finale |
|  |                  |                  |                  |          |            |            |            |            |  |  |        |                |        |
|  | 3                | Perpignano       | 30               |          |            |            |            |            |  |  |        |                |        |
|  | 6                | Tolosa           | 19               |          |            |            |            |            |  |  |        |                |        |
|  | 6                | Tolosa           | 19               |          | 3          | Perpignano | 22         |            |  |  |        |                |        |
|  |                  |                  |                  |          | 3          | Perpignano | 22         |            |  |  |        |                |        |
|  |                  | 8                | Stade français   | 25       |            |            |            |            |  |  |        |                |        |
|  | 1                | 8                | Stade français   | 25       | Bath       | 20         |            |            |  |  |        |                |        |
|  | 1                |                  |                  |          | Bath       | 20         |            |            |  |  |        |                |        |
|  | 8                | Stade français   | 36               |          |            |            |            |            |  |  |        |                |        |
|  |                  |                  |                  |          |            |            |            |            |  |  | 8      | Stade français | 13     |
|  |                  |                  | 5                | Leinster | 34         |            |            |            |  |  |        |                |        |
|  | 4                | Wasps            | 28               |          |            |            |            |            |  |  |        |                |        |
|  | 5                | Leinster         | 48               |          |            |            |            |            |  |  |        |                |        |
|  | 5                | Leinster         | 48               |          | 5          | Leinster   | 44         |            |  |  |        |                |        |
|  |                  |                  |                  |          | 5          | Leinster   | 44         |            |  |  |        |                |        |
|  |                  | 7                | Biarritz         | 16       |            |            |            |            |  |  |        |                |        |
|  | 2                | 7                | Biarritz         | 16       | Gloucester | 31         |            |            |  |  |        |                |        |
|  | 2                |                  |                  |          | Gloucester | 31         |            |            |  |  |        |                |        |
|  | 7                | Biarritz         | 41               |          |            |            |            |            |  |  |        |                |        |

### Quarti di finale
| Arbitro: | John Lacey |

|                                     |      |                                                  |
| Tindall 13’ Monahan 78’ Edmonds 80’ | mt   | 22’, 31’ T. Thomas 36’ Héguy 56’ Baby 73’ Burotu |
| Burns 78’, 80’                      | tr   | 22’, 31’, 36’, 56’, 73’ D. Yachvili              |
| Burns 10’, 26’, 34’, 47’            | c.p. | 18’ D. Yachvili                                  |
|                                     | drop | 11’ Traille                                      |

| Arbitro: | Pascal Gaüzère |

|                                |      |                                                       |
| Wade 1’, 14’ Varndell 65’, 70’ | mt   | 5’ D’Arcy 22’ Madigan 45’ Ross 59’ Kearney 67’ Nacewa |
| N. Robinson 14’                | tr   | 5’, 22’, 45’, 67’ Madigan                             |
| N. Robinson 35’, 48’           | c.p. | 26’, 38’, 44’, 52’, 76’ Madigan                       |

| Arbitro: | Alain Rolland |

|                                       |      |                            |
| Taofifenua 6’ Sid 37’ Vahaamahina 46’ | mt   | 58’ Maka                   |
| Hook 6’, 37’, 46’                     | tr   | 58’ Beauxis                |
| Hook 1’, 71’, 75’                     | c.p. | 10’, 19’, 22’, 24’ Beauxis |

| Arbitro: | Nigel Owens |

|                                           |      |                                          |
| tecnica 46’ Claassens 65’ J. Cuthbert 77’ | mt   | 19’, 29’ Nayacalevu 57’, 59’ H. Bonneval |
| Donald 46’                                | tr   | 19’, 29’ Fillol                          |
| Donald 25’                                | c.p. | 15’ Plisson 23’ Fillol 80’ Porical       |
|                                           | drop | 69’ Plisson                              |

### Semifinali
| Arbitro: | George Clancy |

|                         |      |                                     |
| Guirado 10’ Hook 22’    | mt   | 44’ Lyons                           |
|                         | tr   | 44’ Porical                         |
| Hook 29’, 43’, 47’, 66’ | c.p. | 8’, 26’, 35’, 52’, 73’, 76’ Porical |

| Arbitro: | Wayne Barnes |

|                                                      |      |                           |
| Heaslip 3’, 40’ Sexton 38’ Nacewa 49’ O’Driscoll 63’ | mt   | 67’ Héguy                 |
| Sexton 3’, 38’, 40’ Madigan 49’, 63’                 | tr   | 67’ D. Yachvili           |
| Sexton 27’, 45’ Madigan 55’                          | c.p. | 18’, 23’, 36’ D. Yachvili |

### Finale
| Arbitro: | Nigel Owens |

| |              | |
| Sinzelle 65’ | mt           | 2’ Madigan 19’ Cronin 27’ R. Kearney 78’ Healy |
| Plisson 65’ | tr           | 2’, 19’, 27’, 78’ Sexton |
| Porical 25’, 40’ | c.p.         | 53’, 62’ Sexton |
| · 54’ Porical · Sinzelle · Doumayrou · 73’ P. Williams · H. Bonneval · Plisson · 41’ Dupuy · 30’ de Malmanche · 57’ Sempéré · 80’ Slimani · 67’ Lavalla · Mostert · Lyons · 80’ Rabadan · Parisse (c) | Formazioni   | · R. Kearney · Conway · McFadden 67’, 80’ · Madigan · Nacewa · Sexton · Boss 80’ · McGrath 52’ · Cronin 52’ · Ross 60’ · Roux 60’ · Toner · R. Ruddock · O’Brien 58’ · Heaslip (c) |
| · 30’ S. Wright · 41’ Warwick · 54’ Vuidarvuwalu · 57’ Bonfils · 67’ A. van Zyl · 73’ Arias · 80’ Tomiki · 80’ Becasseau                                                                              | Sostituzioni | · Healy 52’ · R. Strauss 52’ · Jennings 58’ · Hagan 60’ · Cullen 60’ · Goodman 67’ · Cooney 80’ · D. Kearney 80’                                                                   |
| Richard Pool-Jones | Allenatori   | Joe Schmidt |